# UK Indie Chart
UK Independent Chart (или Indie Chart) — список синглов и альбомов-бестселлеров, выпускающихся исключительно британскими независимыми лейблами звукозаписи. Самый первый в Британии «независимый» хит-парад был опубликован еженедельником Sounds 19 января 1980 года; его победителями стали — сингл «Where’s Captain Kirk» группы Spizzenergi и альбом Dirk Wears White Sox группы Adam and the Ants.

## История
Независимые рекорд-лейблы существовали в Британии и до появления панк-рока и новой волны, однако начиная с 1976 года возникновение и развитие малых звукозаписывающих предприятий здесь обрело массовый характер. Впервые в истории практически любой музыкант, оказавшийся за бортом большой музыкальной индустрии, получил возможность выпускать пластинки, пусть и малыми тиражами.
Возникновение и расцвет британской инди-сцены был связан с появлением небольших, но по-своему мощных, конкурентоспособных лейблов: Stiff, Cherry Red, Rough Trade и Mute. Очень быстро получила развитие и соответствующая инфраструктура: возникла сеть взаимосвязанных предприятий, занимавшихся изготовлением, распространением и промоушеном «независимых» релизов.
К концу 1970-х годов в первой десятке британского хит-парада стали появляться релизы инди-лейблов, однако чарт-потенциал «независимой» продукции был ограничен по объективным причинам. Таблицы официального топ-40 составлялись исходя из данных, получаемых от больших торговых сетей, и игнорировали показатели, которые могли бы дать многочисленные малые торговые предприятия, распространявшие инди-продукцию. Тогда-то Иэн Макней (англ. Iain McNay) из Cherry Red Records и предложил еженедельнику Record Business идею организации независимого хит-парада. В 1980 году первый инди-чарт был опубликован в Record Week, а затем был передан по лицензии еженедельнику Sounds.
В 1981 году компиляцией данных для инди-чартов занялась компания MRIB. В 1985 году еженедельник Music Week опубликовал собственный «независимый» хит-парад; за ним последовали и другие издания (NME, Melody Maker); впрочем, каждое собирало данные самостоятельно (нередко из немногочисленных «избранных» магазинов) и на полноту картины, создаваемой основным инди-чартом, претендовать не могло.
В 1990-е годы значение инди-чартов стало постепенно сходить на нет: создаваемая ими картина «рынка независимости» теперь искажалась деятельностью крупных лейблов, которые принялись размножать при себе псевдонезависимые филиалы (имевшие собственные каналы распространения) с тем, чтобы своих новых исполнителей запускать в рынок по легчайшему пути — через инди-чарты. Появились гигантские «независимые» дистрибьюторы, такие, как Pinnacle и Spartan, а также The Cartel: ассоциация региональных дистрибьюторов, сотрудничавшая с Rough Trade, Backs и Red Rhino Records.
В настоящее время, несмотря на то что понятие «независимости» размылось окончательно, The Official UK Charts Company по-прежнему составляет UK Indie Chart, куда входят релизы основного чарта, выпущенные независимыми лейблами.

## Избранная статистика UK Indie Charts 1980-х годов

### Наиболее успешные лейблы
1. По числу #1-синглов: Mute Records (29), Rough Trade Records(21), Factory Records (19), 4AD Records (9), Rhythm King Records (8), PWL Records (7), Crass Records (6), Safari Records (4), Situation2 Records (4), Big Life Records (3), Cherry Red Records (3), Imp Records (3), One Little Indian Records (3), WXYZ Records (3)[4]
2. По числу #1-альбомов: Rough Trade (18), Mute (15), Factory (13), 4AD (10), Creation Records (5), Blast First Records (4), Crass Records (4), Alternative Tentacles Records (3), Big Beat Records (3), Safari Records (3), Secret Records (3)[5]

### Наиболее успешные исполнители
1. По числу #1-синглов: New Order (16), Depeche Mode (15), The Smiths (14), Erasure (7), Cocteau Twins (5), Crass (5), Кайли Миноуг (4), Toyah (4), UB40 (4), Yazoo

### Наиболее успешные альбомы
1. По числу недель, проведенных в чартах: Unknown Pleasures (Joy Division, 136), Smell of Female (The Cramps, 119), Stations of the Crass (Crass, 106), In the Flat Field (Bauhaus, 105), Closer (Joy Division, 97), Signing Off (UB40, 91), Dirk Wears White Sox (Adam & The Ants, 90), Power, Corruption & Lies (New Order, 81), Inflammable Material (Stiff Little Fingers, 81), Treasure (Cocteau Twins, 81), Fresh Fruit for Rotten Vegetables (Dead Kennedys, 73)